# AmphibiaWeb
AmphibiaWeb es un organización sin ánimo de lucro estadounidense.  Es una base de datos en línea que proporciona información sobre anfibios, como ranas y salamandras.  Fue fundado por el Proyecto Biblioteca Digital de la Universidad de California en Berkeley. Actualmente está dirigido por la Academia de Ciencias de California con la Universidad de California en Berkeley, la Universidad de Texas en Austin, la Universidad de Florida en Gainesville y la Universidad Estatal de San Francisco.
El objetivo de AmphibiaWeb es proporcionar una página web para cada especie de anfibio en el mundo. Agregó su animal número 7000 en 2012, una rana de cristal de Perú. A partir de 2020, alberga más de 8,000 especies.
AmphibiaWeb da información la Unión Internacional para la Conservación de la Naturaleza  (IUCN), CalPhotos, Enciclopedia de la vida y iNaturalist. A diferencia de iNaturalist, la gente que escribe por AmphibiaWeb son científicos profesionales.
Los científicos de investigación profesionales usan AmphibiaWeb en sus documentos. Se ha citado en muchas revistas, por ejemplo PLOS One, European Journal of Taxonomy, Amino Acids y Journal of Ethnopharmacology.
Muchas bibliotecas recomiendan AmphibiaWeb como recurso, incluidas las bibliotecas de Universidad de UNLV, Universidad de Stony Brook, College de Wooster y Universidad de James Cook.